# Sarcelles
Sarcelles és un municipi francès, situat al departament de Val-d'Oise i a la regió de l'Illa de França. L'any 1999 tenia 57.871 habitants.
Forma part del cantó de Sarcelles, del districte de Sarcelles i de la Comunitat d'aglomeració Roissy Pays de France.